# Luppe (Metallurgie)

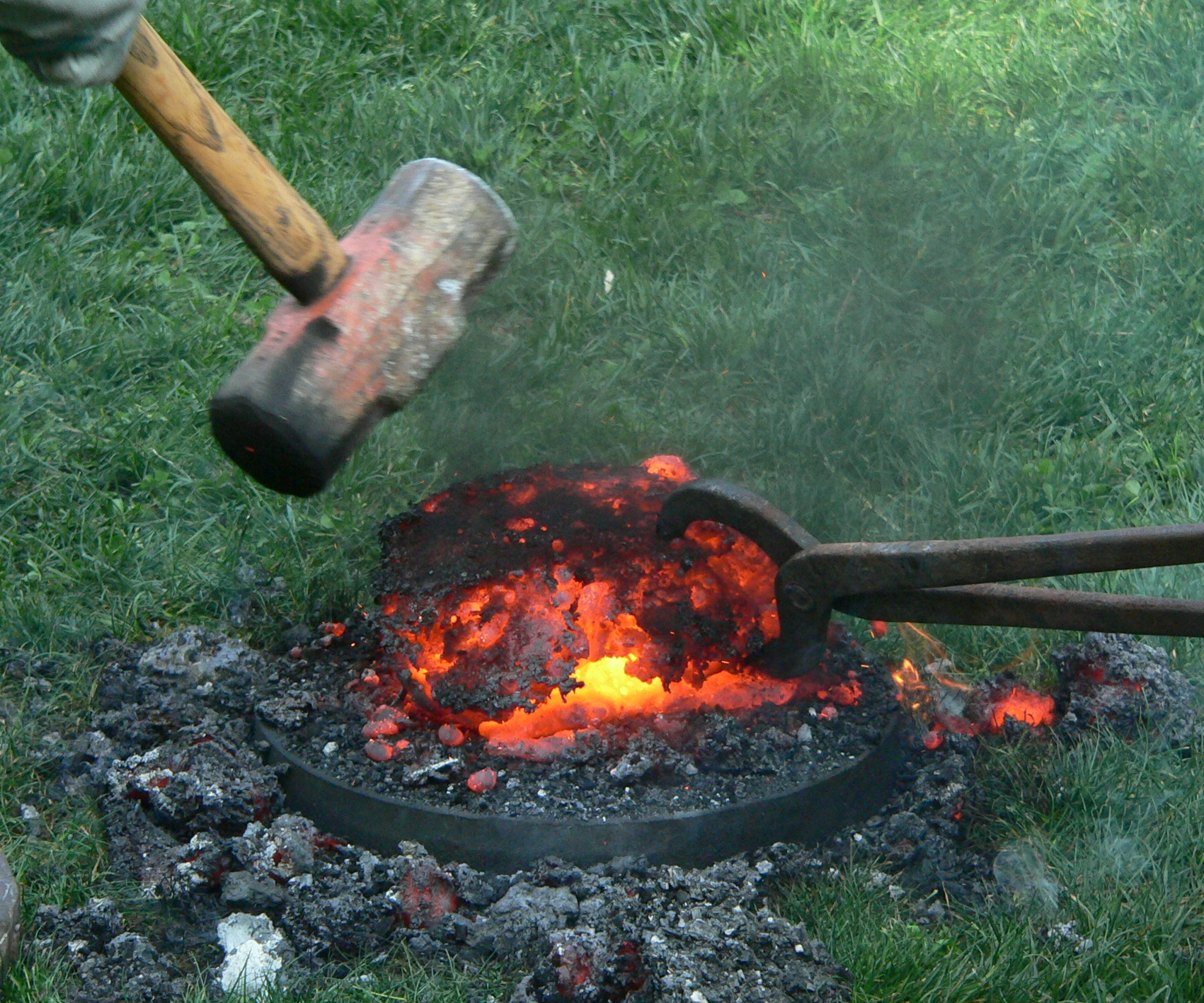
Im Rahmen eines archäologischen Projektes wurde eine noch glühende Luppe aus dem Holzkohlenfeuer genommen. Bei den schwarzen Objekten handelt es sich teils auch um Schlacke

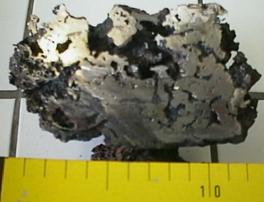
Schliffbild durch eine Luppe

Als Luppe (Eisenschwamm, Loppen, Renneisen, größere auch Wolf oder Stück genannt) werden in der Eisenverhüttung Zwischenprodukte verstanden, seien es noch zu bearbeitende oder in Bearbeitung befindliche Produkte. Der Begriff fußt auf der weltweiten historischen Herstellung von Eisen mittels Rennofen oder Rennfeuer. Für Europa ist es der historische Rohstahl, aus dem fast bis zum Ende des Mittelalters sämtliche stählerne Objekte hergestellt wurden.

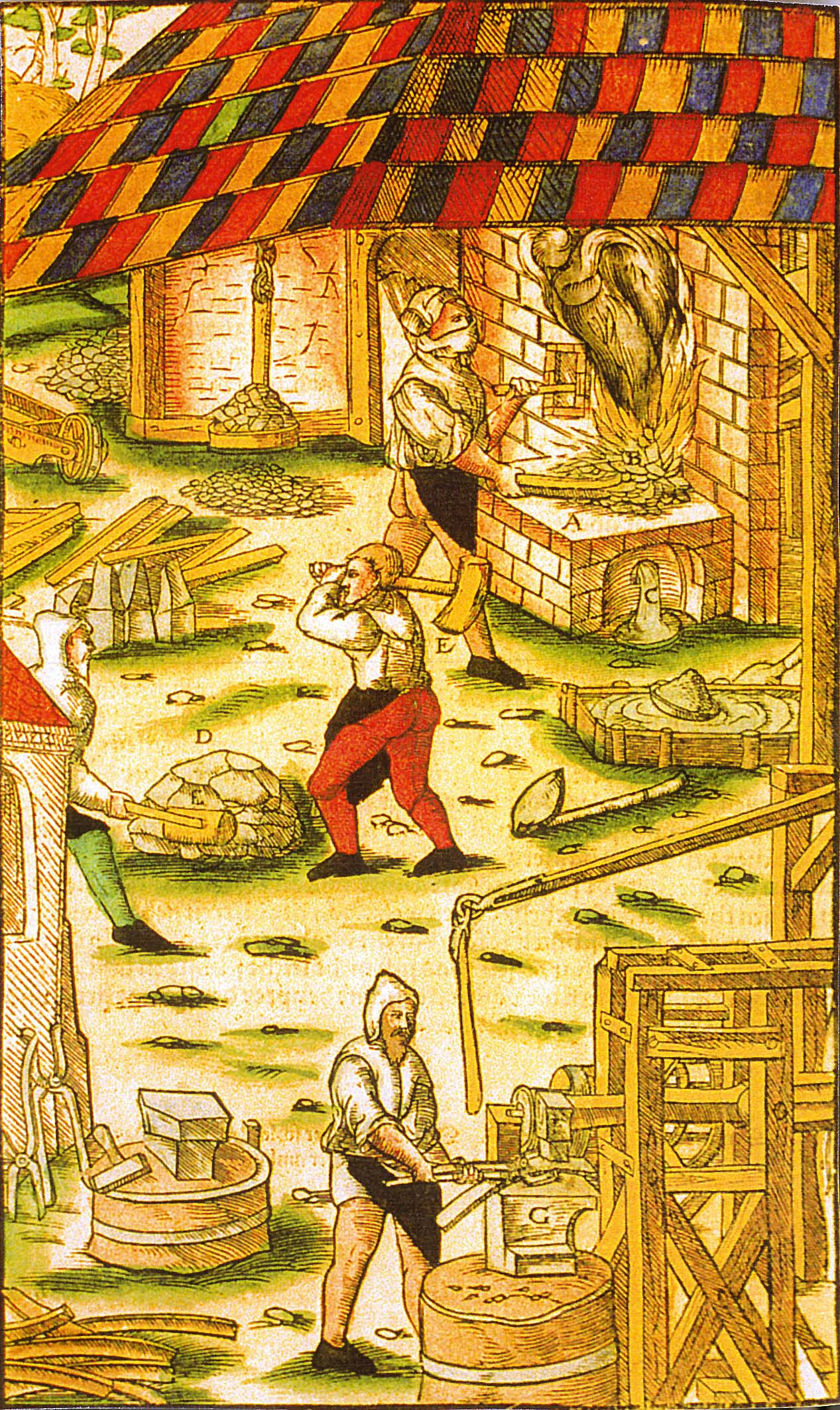
Im Zentrum der Abbildung werden Luppen (Eisenschwamm) mit Holzhämmern bearbeitet, um poröse Verunreinigungen wie Holzkohle und Schlacke zu entfernen. Dahinter ist ein Arbeiter am Rennfeuer zu sehen. Im Vordergrund wird ein wasserbetriebener Schwanzhammer gezeigt. Quelle: Agricola: De re metallica libri XII. (1556)

## Geschichtlich
Seit Beginn der Eisenzeit sind Luppen das im Rennofen oder Rennfeuer hergestellte Produkt der historischen Stahlherstellung. Es sind direkt schmiedbare schwammartige Eisenblöcke. Diese entstehen durch die direkte Reduktion von Erzen mit Holzkohle, ohne dass das Eisen die Schmelze erreicht. Dieses Renneisen ist ein ganz anderer Eisenwerkstoff als heutige Stähle. Die speziellen Eigenschaften dieses Stahls bilden die Grundlage der gesamten historischen Stahlgeschichte.
Das mindestens seit 3500 Jahren erzeugte Eisen (als frühester Beleg gilt das Volk der Hethiter) war bei niedriger Temperatur und geschickter Ofenführung – im Gegensatz zu flüssigem Roheisen aus dem Hochofen – schmiedbar, relativ kohlenstoffarm, schlackenhaltig und nicht homogen. Eine Luppe ist jedoch lediglich ein Rohprodukt von geringem Gebrauchswert. Das Roheisen oder der Rohstahl müssen erst mehrfach ausgeschmiedet, gefaltet und feuergeschweißt werden, bis eine brauchbare Qualität entsteht, die zu einem Objekt ausgeschmiedet werden kann. Gleichzeitig wird ein Teil der Schlacke, die mehr oder weniger darin enthalten ist, ausgetrieben und der Stahl homogenisiert. Luppen mit höherem Kohlenstoffgehalt verlieren durch die Schmiede- und Schweißvorgänge einen Teil des Kohlenstoffs.
Der resultierende Stahl ist gut schmiedbar und schweißbar. Im Altertum überwiegen Stähle mit geringem Kohlenstoffgehalt; der Stahl wurde oft auch nachträglich durch das Aufkohlen an Kohlenstoff angereichert.

## Neuzeitliche Verwendungsformen des Begriffs
Wie bei praktisch allen Entwicklungen zu den heutigen Stahlherstellungsverfahren mussten auch beim Puddelverfahren gefrischte Stahlbrocken vor der weiteren Verarbeitung zu Halbzeug, wie Winkeleisen oder Flachstahlstangen, ausgeschmiedet und feuergeschweißt werden. Bei diesem Verfahren werden die Zwischenprodukte vor oder bei der Umformung ebenfalls Luppe genannt, historisch auch Dachel oder Deul.
Als Rohrluppe wird auch der Hohlkörper bezeichnet, der bei der Herstellung von Stahlrohren durch Schrägwalzen oder im Pilgerschrittverfahren aus einem glühenden Stahlzylinder (Block, Knüppel) – durch einen Lochdorn unterstützt – zwischen zwei gleichsinnig umlaufenden Walzen entsteht.